# Drama!
«Drama!» es el undécimo disco sencillo publicado del grupo inglés de música electrónica Erasure, lanzado en 1989.
Drama! es una canción compuesta por Vince Clarke y Andy Bell.

## Descripción
Drama! fue el primer sencillo adelanto del álbum Wild!. Este sencillo llegó al puesto 4 en el ranking británico y el número 12 en Alemania.

Drama! fue compuesto por (Clarke/Bell).

## Lista de temas
| Compact Disc (CDMUTE89) / (INT 826.913) 1. «Drama!» (Act 2) 5:40 2. «Sweet, Sweet Baby» (The Moo-Moo Mix) 5:12 3. «Paradise» 4:10 Compact Disc (LCDMUTE89) / (INT 826.914) 1. «Drama!» (Krucial Mix) 7:07 2. «Sweet, Sweet Baby» (Medi Mix) 4:23 3. «Paradise» (Lost And Found Mix) 5:49 Compact Disc (Sire 21356-2) 1. «Drama!» (Krucial Mix) 7:07 2. «Drama!» (7″ Versión) 4:08 3. «Sweet, Sweet Baby» (Medi Mix) 4:23 4. «Paradise» (Lost And Found Mix) 5:49 5. «Drama!» (Act 2) 5:40 6. «Sweet, Sweet Baby» (The Moo-Moo Mix) 5:12 7. «Paradise» 4:10 8. «Sweet, Sweet Baby» (7″ Versión) 4:18 12″ Vinilo (12MUTE89) / (INT 126.913) 1. «Drama!» (Act 2) 5:40 2. «Sweet, Sweet Baby» (The Moo-Moo Mix) 5:12 3. Paradise 4:10 12″ Vinilo (L12MUTE89) / (INT 126.914) 1. «Drama!» (Krucial Mix) 7:07 2. «Sweet, Sweet Baby» (Medi Mix) 4:23 3. «Paradise» (Lost And Found Mix) 5:49 | 12″ Vinilo (Sire 21356-0) 1. «Drama!» (Krucial Mix) 7:07 2. Sweet, Sweet Baby (Medi Mix) 4:23 3. «Paradise» (Lost And Found Mix) 5:49 4. «Drama!» (Act 2) 5:40 5. «Sweet, Sweet Baby» (The Moo-Moo Mix) 5:12 6. «Paradise» 4:10 7″ Vinilo (MUTE89) / (INT 111.874) 1. «Drama!» 4:08 2. «Sweet, Sweet Baby» 4:18 Casete (CMUTE89) 1. «Drama!» 4:08 2. «Sweet, Sweet Baby» 4:18 Casete (Sire 21356-4) 1. «Drama!» (Krucial Mix) 7:07 2. «Sweet, Sweet Baby» (Medi Mix) 4:23 3. «Paradise» (Lost And Found Mix) 5:49 4. «Drama!» (Act 2) 5:40 5. «Sweet, Sweet Baby» (The Moo-Moo Mix) 5:12 6. «Paradise» 4:10 |

## Créditos
- Este sencillo tiene dos lados B, ambos escritos por (Clarke/Bell): Sweet, Sweet Baby -con letras tomadas de las películas de ciencia ficción de culto Barbarella y Dark Star- y Paradise.
- El tema Drama! contiene en una parte del estribillo, coros cantados por The Jesus and Mary Chain.
- En 2014, el grupo lanzó una canción incluida en el álbum The Violet Flame llamada "Paradise", pero esta versión es completamente diferente a la de 1989.

## Video
El video musical de Drama!, dirigido por The Giblets, muestra a Andy Bell cantando y a Vince Clarke tocando una guitarra y un teclado en un callejón, en medio de una tormenta donde en lugar de caer lluvia, caen juguetes.

## Datos adicionales
Si bien Drama! tuvo una excelente repercusión y  se convirtió casi de inmediato en favorita de los fanes, la banda durante muchos años no quiso tocarla en vivo.

La presencia de The Jesus and Mary Chain se debe casi a una casualidad, ya que se encontraban grabando en un estudio contiguo al de Erasure y fueron invitados a participar del tema.